# بيل مكاي
بيل مكاي (بالإنجليزية: Bill McCay)‏ (6 أبريل 1951)؛ كاتب وروائي أمريكي.